# Дероси-Бьелаяц, Эма
Эма Дероси-Бьелаяц (хорв. Ema Derossi-Bjelajac, 3 мая 1926, Štrmac, Истрийская жупания — 20 июня 2020, Загреб) — хорватский политик, занимала пост президента Социалистической Республики Хорватия (входящей в состав Социалистической Федеративной Республики Югославии) с 1985 по 1986 год. Она была первой женщиной, носившей титул, эквивалентный главе государства в современной Хорватии.

## Биография
Она выполняла ряд высокопоставленных функций в Союзе коммунистов Хорватии и хорватском республиканском правительстве: в частности, она была членом Центрального комитета Союза в период с 1964 по 1974 год, а также была членом и заместителем спикера хорватского парламента (Сабора) с 1978 по 1982 год. С 1964 по 1968 год работала в ЦК Союза коммунистов Югославии.
Эма умерла в Загребе 20 июня 2020 года в возрасте 94 лет.